# Zenón Noriega Agüero
Pour les articles homonymes, voir Noriega et Aguero.
Zenón Noriega Agüero (Jesus, 12 juillet 1900 - Lima, 7 mai 1957) est un militaire et homme d'État péruvien, qui est pendant très peu de temps président du Pérou en 1950.

## Biographie
Il nait dans la localité de Jesus dans le département de Cajamarca en 1900. Il est le fils de Wenceslao Noriega et de Maria del Carmen Agüero.
Le général Noriega est le bras droit de Manuel A. Odría lors du coup d’État de 1948 et pendant la junte militaire. Le 1er juin 1950, Odría se retire de la tête de l’État en conformité avec la loi pour pouvoir se présenter à l'élection présidentielle (comme candidat unique). Noriega assume la fonction de président pendant près de deux mois avant de la transmettre à Odría le 28 juillet 1950. Les historiens s’accordent pour dire que Noriega ne gouverne pas lui-même et ne fait que suivre les instructions de Odría.
En 1955, il prépare un coup d’État contre Odría, mais celui-ci en est informé et fait emprisonner Noriega, qui meurt en 1957.